# A.L.F.A 24 HP

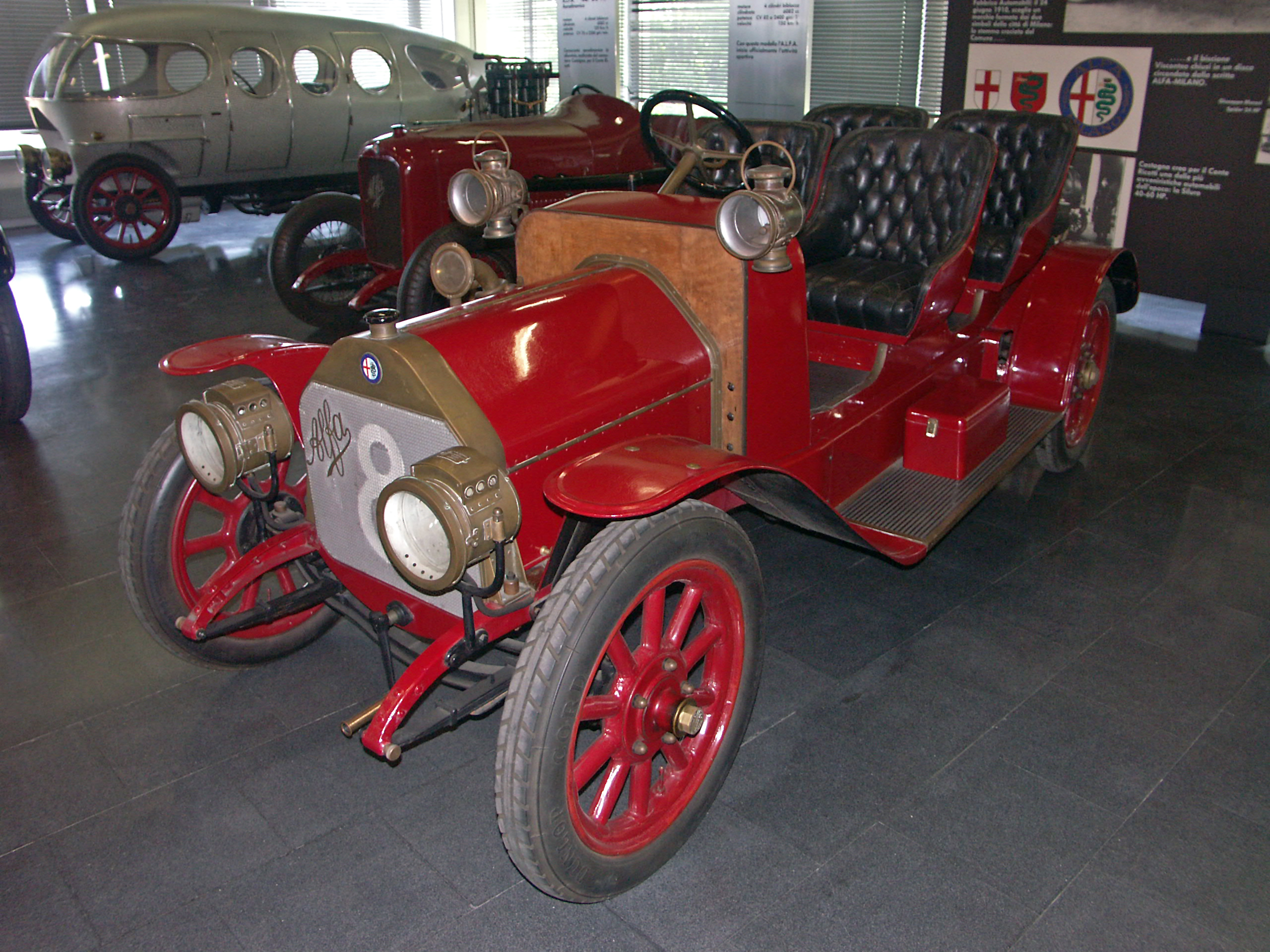
A.L.F.A 15 HP

L'A.L.F.A. 24 HP va ser un automòbil de turisme que es va fabricar entre 1910 i 1913. Aquest va ser el primer automòbil creat per A.L.F.A. (més tard Alfa Romeo). Giuseppe Merosi era l'home responsable de l'enginyeria. La designació del motor constituïda per un nombre, així com "HP" va venir per la usual designació dels cavalls fiscals en aquella època (en anglès, horse power). Aquest automòbil va ser usat, per primera vegada en una cursa d'automòbils, a la Targa Florio de 1911. Aquest va ser el primer èxit comercial per a la companyia. Fins a 1913 es van construir aproximadament 200 unitats de l'A.L.F.A. 24 HP.

## Mecànica
L'A.L.F.A. 24 HP tenia un motor de 4 cilindres en línia amb 4082 cc i vàlvules laterals, que produïa 42 CV a 2200 rpm i proporcionava una velocitat màxima de 100 km/h. Tenia una transmissió manual de 4 velocitats.

## La sèrie HP
El 24 HP va esdevenir el punt de partida d'una sèrie de vehicles que va ser contínuament desenvolupada, la sèrie HP. Aquesta sèrie inclou els següents models, que van ser construïts fins a 1921:
- 12 HP, motor de 4 cilindres en línia amb 2413 cc i 22 CV (1910-1911).
- 15 HP, motor de 4 cilindres en línia amb 2413 cc i 25 CV (1912-1913).
- 40/60 HP, motor de 4 cilindres en línia amb 6082 cc i 70 CV (1913-1914).
- 15/20 HP, motor de 4 cilindres en línia amb 2413 cc i 28 CV (1914-1915).
- 20/30 HP, motor de 4 cilindres en línia amb 4082 cc i 49 CV (1914-1920).
- 20/30 HP CA Sport, motor de 4 cilindres en línia amb 4250 cc i 67 CV (1921).